# Super Proton Synchrotron

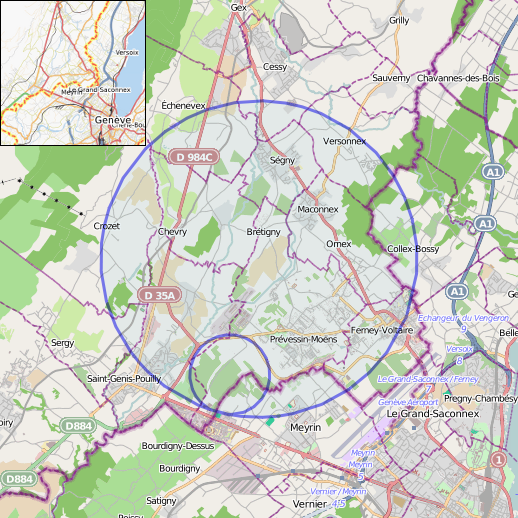
Situation du SPS et du LHC.

Plan du complexe d'accélérateurs du CERN.

Le Super Proton Synchrotron (en français : le Super Synchrotron à Protons), ou SPS, est un accélérateur de particules de type synchrotron. Il est situé au CERN près de Genève, dans un tunnel de sept kilomètres de circonférence qui traverse la frontière entre la France et la Suisse. Mis en service en 1976, il a permis la découverte en 1983 des bosons W et Z. Il sert maintenant d'injecteur au collisionneur à protons LHC.

## Histoire
Le SPS a été conçu par une équipe menée par John Bertram Adams. Spécifié à l'origine comme un accélérateur de 300 GeV, le SPS était en fait conçu pour pouvoir atteindre 400 GeV, une énergie de fonctionnement qu'il a atteint à la date de mise en service officielle du 17 juin 1976.

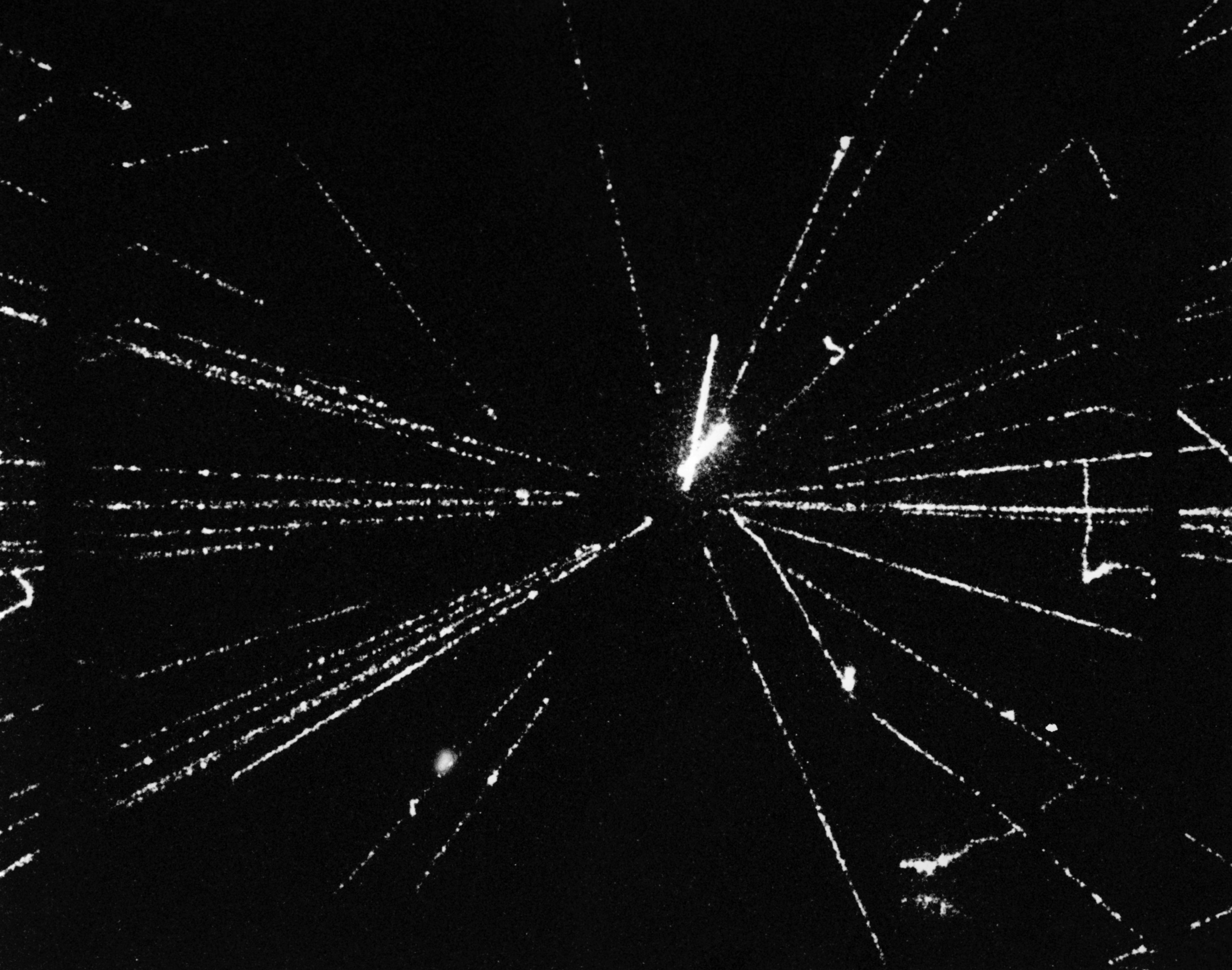
Une collision proton-antiproton dans le détecteur UA5 au SPS en 1982.

De 1981 à 1991, le SPS a fonctionné comme un collisionneur de hadrons, sous le nom de SppS (Super Proton–Antiproton Synchrotron), avec une énergie maximale de 450 GeV. Il fournissait des collisions aux expériences UA1 et UA2, ce qui a permis la découverte des bosons W et Z en 1983. Pour ces découvertes et une nouvelle technique de refroidissement des particules, Carlo Rubbia et Simon van der Meer ont reçu le prix Nobel de physique en 1984.
De 1989 à 2000, le SPS a été utilisé comme injecteur pour le LEP.
En 2000, le SPS est utilisé pour confirmer l'existence du plasma de quarks et de gluons, en utilisant des noyaux de plomb accélérés à une énergie de 33 TeV, puis projetés sur des cibles fixes.
De 2006 à 2012, le SPS a été utilisé par l'expérience CNGS (CERN Neutrinos to Gran Sasso) pour produire un flux de neutrinos vers le laboratoire de Gran Sasso en Italie, distant de 730 km.
Depuis 2008, le SPS est utilisé comme injecteur du LHC.

## Opérations actuelles
Le SPS est aujourd'hui utilisé comme injecteur final pour les faisceaux de protons de haute intensité du grand collisionneur de hadrons (LHC), qui a débuté ses opérations le 10 septembre 2008, pour lequel il accélère les protons de 26 GeV à 450 GeV. Le LHC lui-même les accélère ensuite à plusieurs téraélectronvolts (TeV).
Le SPS est aussi utilisé pour alimenter diverses expériences en particules, comme AWAKE, COMPASS et NA64.